# Дніпрове
Дніпро́ве (давня назва — Я́мбург) — село в Україні, у Новоолександрівській сільській територіальній громаді Дніпровського району Дніпропетровської області. Населення за переписом населення 2001 року становило 204 особи.

## Географія
Село розкинулося на правому березі Дніпра при впливі річки Мокра Сура, на її лівому березі. Село є південним передмістям міста Дніпра і входить до складу Дніпровської агломерації. Межує на півночі з селом Старі Кодаки, на заході — з Дніпровським аеропортом і селом Кам'янка, на півдні з селом Волоське.
У селі розташовані дачні селища.

## Населення
За даними всеукраїнського перепису населення 2001 року у селі мешкало 204 особи.
Мова
Розподіл населення за рідною мовою за даними перепису 2001 року:
| Мова                | Відсоток |
| ------------------- | -------- |
| українська          | 85,8%    |
| російська           | 13,2%    |
| інші/не визначилися | 1%       |

## Історія
Супроти Піскуватого острова, по рівній та довгій низині правого берега Дніпра, витяглась німецька колонія Ямбург.
Колонію Ямбург заснували 1793 року німці, які вийшли з міста Ямбурга, Петербурзької губернії «в числі 275 душ обоєго пола». Спершу переселенців оселили в Старому Кодаку, а потім вони перейшли на місце Дніпрового.
Ямбурзькі німці не були лютеранами, як воно звичайно, а католиками.
За даними на 1859 рік у німецькій колонії Ямбург Катеринославського повіту Катеринославської губернії мешкало 1394 особи (759 чоловіків та 635 жінок), налічувалось 140 дворів, існувала римо-католицька церква.
Станом на 1886 рік колонії, центрі Ямбурзької волості, мешкало 1409 осіб, налічувалось 70 дворів, існували православна церква, костел, школа.
За переписом 1897 року кількість мешканців зменшилась до 1135 осіб (618 чоловічої статі та 517 — жіночої), з яких , 1062 — римо-католицької.
1908 року населення зросло до 2790 осіб (1413 чоловіки та 1377 — жінок), налічувалося 457 дворових господарств.
7 (20) листопада 1917 року, відповідно до Третього Універсалу Української Центральної Ради, увійшло до складу Української Народної Республіки.  
За радянської влади з виселенням німців село було перейменоване в нейтральну назву — Дніпрове.
На початку перебудови і української незалежності нащадки колишніх німецьких мешканців села безрезультатно вимагали повернення їм майна і перейменування села.
У селі багато заміських маєтків на березі Дніпра.
1989 року за переписом тут проживало приблизно 190 осіб, у 2001 році — 204. Населення зростає, що відрізняє село від інших сіл регіону.
В селі знаходиться релігійна громада парафії Успіння Пресвятої Діви Марії Римсько-католицької церкви.

## Археологічні знахідки
Стоянка пізнього палеоліту (понад 16 тис. років тому) виявлено у селі Дніпровому. Виявлено поселення й могильник бронзової доби (III—І тисячоліття до н. е.). Виявлено могильник черняхівської культури (II—V століття н. е.).